# Донные наносы
Донные наносы (влекомые наносы) — преимущественно наиболее крупные (тяжелые) частицы (называемые седименты), перемещаемые потоком в придонном слое путём влечения или перекатывания, или чаще путём перебрасывания на относительно короткие расстояния (сальтация). В некоторых случаях эти наносы могут выбрасываться восходящими вихревыми токами на большую высоту, даже достигать поверхности потока. Выделение донных наносов из общей массы транспортируемых потоком наносов является в некоторой мере условным, ибо с изменением гидравлических характеристик потока (глубины, скорости течения, уклонов и пр.) непрерывно происходит переход некоторой части донных наносов во взвешенные и обратно. Значительная часть зерен донных наносов в период прекращения движения входит в состав донных отложений и участвует в образовании русловых аккумулятивных форм — донных гряд, рифелей, кос, побочней и т. д., которые при не меняющемся гидрологическом режиме продолжают оставаться в активном состоянии, то есть обладают способностью перемещаться вверх и вниз по руслу в зависимости от генезиса русловой формы рельефа, строения русла в конкретных створах и вариаций гидравлических характеристик потока в разных участках русла. Скорости таких перемещений различны, но могут составлять и десятки метров в год (у островов-осерёдков), что часто представляет угрозу для опор и фундаментов гидротехнических и транспортных сооружений (мостов).
Скорости образования и перемещения грядовых донных форм гораздо быстрее, на отдельных участках русла гряды (донная рябь, рифели) могут трансформироваться и менять своё местоположение за интервалы времени порядка нескольких секунд.